# Raciolinguistique
 (août 2023).
Le raciolinguistique est l'étude de l'usage des langues pour construire les races humaines et de l'influence des idées de racisme sur les langages et leurs applications. 